# Re-Logic
Re-Logic — незалежний американський розробник і видавець ігор зі штату Індіана. Його заснував Ендрю Спінкс у 2011 році. Компанія найбільш відома розробкою та публікацією Terraria, 2D пригодницької пісочниці. Re-Logic опублікував Pixel Piracy та Pixel Privateers, які були розроблені Quadro Delta.

## Історія

### 2011—2015
Re-Logic було засновано Ендрю Спінксом на початку розробки Terraria (з січня 2011 року). Гра була випущена для Microsoft Windows 16 травня 2011 і пізніше отримала кілька оновлень. У лютому 2012 року розробники Re-Logic оголосили, що Terraria отримає один останній патч із виправленням помилок, але розробку відновили у 2013 році. На виставці E3 2019 компанія Re-Logic анонсувала остаточне оновлення гри. Оновлення 1.4 Journey's End було випущено 16 травня 2020 року. Re-Logic заявили, що вони хотіли працювати над іншими проектами після цього оновлення.
Terraria була випущена на деякі консолі, серед яких PlayStation 3 — 26 березня 2013, Xbox 360 — 27 березня 2013, PlayStation Vita — 11 грудня 2013, PlayStation 4 — 11 листопада 2014, Xbox One 14 листопада 2014, Nintendo 3DS 10 грудня 2015 і Wii U у червні 2016. Гра також була випущена для iOS 29 серпня 2013, для Android 13 вересня 2013 і для Windows Phone 12 вересня 2014.
1 грудня 2013 року компанія опублікувала Pixel Piracy, стратегічну відеогру в режимі реального часу з бічною прокруткою для Windows, macOS і Linux, 16 лютого 2016 року для PlayStation 4 та Xbox One. 21 лютого 2017 року Re-Logic опублікувала Pixel Privateers, покрокову стратегічну відеогру для Windows.
У лютому 2015 року Re-Logic розпочала розробку Terraria: Otherworld, гри в тому ж всесвіті, що й Terraria. Гру було анонсовано в тизерному трейлері 16 лютого 2015 року, однак 13 квітня 2018 року гру було скасовано через те, що вона сильно відставала від графіка та була далекою від того бачення, яке на неї мала Re-Logic.

### 2019— до тепер
У 2019 році у відповідь на збільшення кількості ігор, які стають ексклюзивними для Epic Games Store, віце-президент Re-Logic Вітні Спінкс заявив, що жодні ігри Re-Logic не стануть ексклюзивами Epic Games Store, додавши, що компанія ніколи не буде «продавати [свої] душі» за будь-які гроші.
У лютому 2021 року Ендрю Спінкс публічно посварився з Google через незрозуміле призупинення облікового запису Google Re-Logic/Spinks за три тижні до цього, втративши доступ до свого каналу YouTube, Gmail і Google Drive. Він оголосив, що в результаті Terraria не перейде на Stadia і що Re-Logic не випускатиме жодних нових проектів на платформах Google у майбутньому. Через місяць Re-Logic домовилася з Google про призупинення облікового запису Google Спінкса та підтвердила, що Terraria перейде на Stadia. Гра вийшла на платформу в березні 2021 року.
У 2022 році Ендрю Спінкс показав концепт-арт Terraria 2 і розповів, що там має бути нескінченна кількість світів, щоб гравці могли подорожувати куди завгодно. Re-Logic також оголосила про партнерство з 50 Amp Productions щодо випуску серії графічних новел у всесвіті Terraria, де кожна книжка складається з чотирьох частин і видаватиметься в колекційному форматі. До розробки нової гри студія приступить тільки після випуску оновлень і доопрацювання Terraria.
У 2023 році Спінкс розповів, що Terraria занадто добре продається, тому автори не можуть рухатися далі. Компанія виступила проти політики Unity щодо стягнення комісії з розробників і оголосила про пожертвування ігровим рушіям з відкритим вихідним кодом Godot і FNA game по 100 тисяч доларів.
На 2024 рік продажі Terraria склали 58,7 мільйонів копій, Re-Logic анонсувала випуск чергового оновлення.

## Ігри

### Розроблені
- Terraria (2011)

### Опубліковані
- Pixel Piracy (2015)
- Pixel Privateers (2017)